# Tweepop
Tweepop är en musikgenre med lättsam, vissa skulle även säga barnslig, indiepop. Twee står på engelska för söt/gullig och det beskriver genren ganska bra. Stilen som följer subkulturen är den klassiska "nördstilen", med tjocka glasögon och snedbena för både tjejer och killar. 
Startskottet för tweescenen kan sägas vara C86, en kassett släppt av brittiska musiktidskriften NME 1986. Banden på kassetten var influerade av treackordspunk och tjejband. Två viktiga skivbolag för genren blev Sarah Records (England) och K records (USA). Ett framstående svenskt skivbolag inom genren är Labrador.

## Lista över artister och band inom genren
- Acid House Kings
- Amida
- Architecture In Helsinki
- All Girl Summer Fun Band
- Baby Calendar
- Beat Happening
- Belle & Sebastian
- Blueboy
- Blonde Redhead
- The Bodines
- Clag Manicaus
- The Boy Least Likely To
- Boyracer
- The Brilliant Corners
- The Chesterfields
- Close Lobsters
- Confetti (band)
- Courtneys
- Crayon
- Cub
- The Desert Wolves
- Dressy Bessy
- Dýrðin
- Eggstone
- Enon
- The Farmers Boys
- Fat Tulips
- The Field Mice
- The Flatmates
- The Gentle Waves
- Half-Handed Cloud
- Hari and Aino
- Heavenly
- Helen Love
- Holiday
- I'm From Barcelona
- Lois
- Look Blue Go Purple
- Love Parade
- The Lucksmiths
- The Man From Delmonte
- McCarthy
- The Melons
- Merricks
- Moving Pictures
- My Little Airport
- Nixon
- The Pastels
- Pipas
- Pony Up!
- Red Sleeping Beauty
- Sad day for puppets
- Second-Hand Furniture
- The Siddeleys
- Small Factory
- Suburban Kids With Biblical Names
- Talulah Gosh
- The Tidy Ups
- Tiger Trap
- Tsunami
- Tullycraft
- The Velvet Crush
- Voxtrot